# Tupacarana serrina
Tupacarana serrina is een hooiwagen uit de familie Gonyleptidae.